# Ranvika
Ranvika ist eine Bucht an der Von-Bellingshausen-Küste im Nordosten der antarktischen Peter-I.-Insel.
Entdeckt wurde sie 1927 bei der vom norwegischen Walfangunternehmer Lars Christensen finanzierten Antarktisfahrt der Odd I (1926–1927) unter Kapitän Eyvind Tofte (1880–1968). Dieser benannte sie als Ranvik nach einem Anwesen Christensens in Norwegen. Das Advisory Committee on Antarctic Names passte diese Benennung 1952 an, um Verwechslungen mit gleichnamigen Buchten im Prinzessin-Elisabeth-Land (siehe Ranvik) und auf Südgeorgien (siehe Ranvik) zu vermeiden.